# Mario Gentili (1913)
Pour les articles homonymes, voir Mario Gentili.
Mario Gentili (né le 31 janvier 1913 à Prato et mort le 19 janvier 1999) est un coureur cycliste italien.  Médaillé d'argent de la poursuite par équipes aux Jeux olympiques de 1936, il a ensuite été professionnel en 1937 et a été champion d'Italie de cyclo-cross en 1942.

## Palmarès
- 1935
  - 3e de la Coppa Caivano
- 1936
  -  Médaillé d'argent de la poursuite par équipes aux Jeux olympiques
- 1942
  - Champion d'Italie de cyclo-cross